# Линсбауэр, Карл
Карл Линсбауэр (11 октября 1872, Вена — 5 декабря 1934, Грац) — австрийский ботаник. Ботаник Людвиг Линсбауэр (1869—1940) — сводный брат Карла Линсбауэра.
Линсбауэр окончил Piaristen-Gymnasium в Вене. С 1893 года изучал естественные науки в Венском университете. Ещё будучи студентом, в 1897 году он стал демонстратором у физиолога растений Юлиуса фон Визнера. В 1898 году стал ассистентом, а в 1899 году получил докторскую степень. В 1904 году Линсбауэр получил квалификацию профессора анатомии и физиологии растений, а в 1906 году стал доцентом. В 1910 году Линсбауэр был назначен доцентом в тогдашний немецкоязычный университет Черновиц на востоке Австро-Венгрии. В 1911 году он стал преемником Готлиба Хаберландта в университете Граца. В 1922 году Линсбауэр стал членом-корреспондентом Австрийской академии наук в Вене.
Линсбауэр проводил экспериментальные стимульно-физиологические исследования растений, переработал «Anatomie und Physiologie der Pflanzen» Юлиуса Визнера и «Illustriertes Handwörterbuch der Botanik» Камилло Карла Шнайдера. Выдающееся значение имел основанный и отредактированный им труд «Handbuch der Pflanzenanatomie», для которого он написал главу «Эпидермис» и начал главу «Стомы». Помимо преподавательской деятельности в университете, Линсбауэр также занимался народным образованием. Он был председателем ботанической секции Штирийской ассоциации естествознания, а в 1922/23 гг. и председателем всей ассоциации.